# Cratere Gauguin
Gauguin è un cratere d'impatto presente sulla superficie di Mercurio, a 66,29° di latitudine nord e 100,14° di longitudine ovest. Il suo diametro è pari a 70 km.
Il cratere è dedicato al pittore francese Paul Gauguin.